# Combat Zone
Combat Zone är ett pornografiskt filmproduktionsföretag med huvudkontor i Chatsworth, Kalifornien. Företaget grundades i januari 2006 av regissören och producenten Dion Giarrusso. Företaget är specialiserat på gonzopornografi och arbetar huvudsakligen med debutanter i branscen. Dock har företaget också arbetat med etablerade porrskådespelare